# Associazione Calcio Mantova 1989-1990
Questa pagina raccoglie le informazioni riguardanti l'Associazione Calcio Mantova nelle competizioni ufficiali della stagione 1989-1990.

## Stagione
Nella stagione 1989-90 il Mantova affidato al nuovo tecnico Gian Piero Ghio ha disputato il girone A del campionato di Serie C1, con 36 punti in classifica si è piazzato in quinta posizione, il torneo è stato vinto con 48 punti dal Modena, davanti alla Lucchese con 47 punti, entrambe promosse in Serie B. Il quinto posto permette al Mantova, a 18 anni dall'ultima partecipazione, di accedere al tabellone della Coppa Italia nazionale della stagione prossima. La squadra virgiliana chiude il girone di andata con 15 punti, appena sopra la zona pericolosa, ma conclude il torneo in crescendo, nel girone di ritorno ottiene infatti 21 punti, alle spalle delle migliori. Nella Coppa Italia di Serie C il Mantova disputa prima del campionato e vince il girone C composto da sette squadre, ottenendo tre vittorie e tre pareggi, ed accede ai sedicesimi di finale, nei quali viene eliminato a dicembre, nel doppio confronto dal Chievo Verona, ai calci di rigore.

## Rosa
| N. |                   | Ruolo | Calciatore          |
| -- | ----------------- | ----- | ------------------- |
|    | Italia (bandiera) | C     | Andrea Agostinelli  |
|    | Italia (bandiera) | D     | Roberto Bacci       |
|    | Italia (bandiera) | A     | Gianluca Baldini    |
|    | Italia (bandiera) | A     | Riccardo Battisti   |
|    | Italia (bandiera) | A     | Mirko Battistella   |
|    | Italia (bandiera) | D     | Claudio Bazeu       |
|    | Italia (bandiera) | P     | Mirko Benevelli     |
|    | Italia (bandiera) | A     | Alberto Bergossi    |
|    | Italia (bandiera) | D     | Guido Bertoldo      |
|    | Italia (bandiera) | C     | Claudio Canzian     |
|    | Italia (bandiera) | C     | Alessandro Castagna |

| N. |                   | Ruolo | Calciatore          |
| -- | ----------------- | ----- | ------------------- |
|    | Italia (bandiera) | P     | Alessandro D'Amico  |
|    | Italia (bandiera) | C     | Cristiano Di Loreto |
|    | Italia (bandiera) | C     | Maurizio Fusari     |
|    | Italia (bandiera) | D     | Davide Lampugnani   |
|    | Italia (bandiera) | C     | Silvano Mazzi       |
|    | Italia (bandiera) | D     | Paolo Petrullo      |
|    | Italia (bandiera) | A     | Massimo Rastelli    |
|    | Italia (bandiera) | C     | Danilo Ronzani      |
|    | Italia (bandiera) | A     | Massimiliano Ruffo  |
|    | Italia (bandiera) | C     | Claudio Valigi      |
|    | Italia (bandiera) | C     | Massimo Zuppini     |

## Risultati

### Campionato

#### Girone di andata
| Mantova 17 settembre 1989 1ª giornata | Mantova         | 0 – 0 | Montevarchi | Stadio Danilo Martelli\| Arbitro: \| Bortoli (Schio) \| |
| Arbitro:                              | Bortoli (Schio) |       |             |                                                         |

| Modena 24 settembre 1989 2ª giornata | Modena                     | 0 – 0 | Mantova | Stadio Alberto Braglia\| Arbitro: \| De Angelis (Civitavecchia) \| |
| Arbitro:                             | De Angelis (Civitavecchia) |       |         |                                                                    |

| Casale Monferrato 1º ottobre 1989 3ª giornata | Casale             | 0 – 0 | Mantova | Stadio Natale Palli\| Arbitro: \| Mantovani (Genova) \| |
| Arbitro:                                      | Mantovani (Genova) |       |         |                                                         |

| Arbitro: | Scarfò (Reggio Calabria) |

|                          |           |                            |
| Castagna 24’ Baldini 35’ | Marcatori | 37’ Luperto 47’ Brandolini |

| Arbitro: | Forte (Marsala) |

|                       |           |  |
| Lampugnani 30’ (aut.) | Marcatori |  |

| Mantova 22 ottobre 1989 6ª giornata | Mantova          | 0 – 0 | Carpi | Stadio Danilo Martelli\| Arbitro: \| Braschi (Padova) \| |
| Arbitro:                            | Braschi (Padova) |       |       |                                                          |

| Arbitro: | G. Baldas (Trieste) |

|                                  |           |  |
| Beghetto 17’ Curti 62’ Folli 91’ | Marcatori |  |

| Arbitro: | Rodomonti (Teramo) |

|             |           |                    |
| Ronzani 12’ | Marcatori | 68’ (rig.) Vignola |

| Arbitro: | Rivola (Roma) |

|                     |           |  |
| De Gradi 91’ (rig.) | Marcatori |  |

| Arbitro: | Scardia (Lecce) |

|              |           |  |
| Bergossi 71’ | Marcatori |  |

| Arbitro: | Introvigne (Conegliano) |

|                       |           |             |
| Lampugnani 11’ (aut.) | Marcatori | 63’ Baldini |

| Mantova 3 dicembre 1989 12ª giornata | Mantova                    | 0 – 0 | Venezia | Stadio Danilo Martelli\| Arbitro: \| De Angelis (Civitavecchia) \| |
| Arbitro:                             | De Angelis (Civitavecchia) |       |         |                                                                    |

| Arbitro: | Arena (Ercolano) |

|                |           |              |
| E. Roselli 27’ | Marcatori | 70’ Rastelli |

| Arbitro: | Destro (Novi Ligure) |

|                                        |           |               |
| A. Agostinelli 9’ (rig.) Di Loreto 81’ | Marcatori | 74’ Bongiorni |

| Lucca 30 dicembre 1989 15ª giornata | Lucchese               | 0 – 0 | Mantova | Stadio Porta Elisa\| Arbitro: \| Conocchiari (Macerata) \| |
| Arbitro:                            | Conocchiari (Macerata) |       |         |                                                            |

| Mantova 7 gennaio 1990 16ª giornata | Mantova         | 0 – 0 | Derthona | Stadio Danilo Martelli\| Arbitro: \| Fiori (Ravenna) \| |
| Arbitro:                            | Fiori (Ravenna) |       |          |                                                         |

| Arbitro: | Griffo (Palermo) |

|                                       |           |                     |
| Marocchi 39’ Perrotta 47’ Casilli 76’ | Marcatori | 85’ (rig.) Bergossi |

#### Girone di ritorno
| Arbitro: | Pisacreta (Salerno) |

|                                          |           |  |
| G. Carboni 22’ (rig.) Mariano 48’ (rig.) | Marcatori |  |

| Mantova 4 febbraio 1990 19ª giornata | Mantova             | 0 – 0 | Modena | Stadio Danilo Martelli\| Arbitro: \| D'Ambrosio (Padova) \| |
| Arbitro:                             | D'Ambrosio (Padova) |       |        |                                                             |

| Arbitro: | Scarcelli (Cosenza) |

|                                |           |                        |
| A. Agostinelli 14’ Baldini 24’ | Marcatori | 3’ Picco 19’ Melchiori |

| Arezzo 18 febbraio 1990 21ª giornata | Arezzo               | 0 – 0 | Mantova | stadio Comunale\| Arbitro: \| Destro (Alessandria) \| |
| Arbitro:                             | Destro (Alessandria) |       |         |                                                       |

| Arbitro: | Schellino (Biella) |

|           |           |  |
| Bazeu 76’ | Marcatori |  |

| Carpi 11 marzo 1990 23ª giornata | Carpi               | 0 – 0 | Mantova | Stadio Sandro Cabassi\| Arbitro: \| Franceschini (Bari) \| |
| Arbitro:                         | Franceschini (Bari) |       |         |                                                            |

| Arbitro: | Scarfò (Reggio Calabria) |

|                                                  |           |  |
| Bazeu 10’ A. Agostinelli 25’ (rig.) Rastelli 60’ | Marcatori |  |

| Arbitro: | Casoli (Reggio Emilia) |

|         |           |  |
| Soda 8’ | Marcatori |  |

| Arbitro: | Rausa (Cosenza) |

|                                        |           |                 |
| Rastelli 14’ A. Agostinelli 21’ (rig.) | Marcatori | 18’ A. Briaschi |

| Carrara 8 aprile 1990 27ª giornata | Carrarese         | 0 – 0 | Mantova | Stadio dei Marmi\| Arbitro: \| D'Agostini (Roma) \| |
| Arbitro:                           | D'Agostini (Roma) |       |         |                                                     |

| Mantova 14 aprile 1990 28ª giornata | Mantova              | 0 – 0 | Piacenza | Stadio Danilo Martelli\| Arbitro: \| Daneluzzi (Latisana) \| |
| Arbitro:                            | Daneluzzi (Latisana) |       |          |                                                              |

| Arbitro: | Saia (Palermo) |

|            |           |           |
| R. Gori 3’ | Marcatori | 20’ Bacci |

| Arbitro: | Fiori (Ravenna) |

|                       |           |              |
| Rastelli 1’ Bazeu 89’ | Marcatori | 80’ Nannelli |

| Arbitro: | Franceschini (Bari) |

|                  |           |                  |
| A. Di Natale 75’ | Marcatori | 85’ (aut.) Villa |

| Arbitro: | Rodomonti (Teramo) |

|                           |           |               |
| A. Agostinelli 24’ (rig.) | Marcatori | 58’ Simonetta |

| Arbitro: | Rausa (Cosenza) |

|  |           |                 |
|  | Marcatori | 90’ Battistella |

| Arbitro: | Repace (Perugia) |

|              |           |  |
| Rastelli 58’ | Marcatori |  |

### Coppa Italia

#### Girone C
| Mantova 20 agosto 1989 1ª giornata | Mantova | 0 – 0 | Orceana | Stadio Danilo Martelli |

| Suzzara 27 agosto 1989 2ª giornata | Suzzara | 0 – 0 | Mantova | Stadio Comunale |

| Mantova 30 agosto 1989 3ª giornata | Mantova | 1 – 0 | Virescit Bergamo | Stadio Danilo Martelli |

| Arbitro: | Capovilla (Verona) |

|  |           |                  |
|  | Marcatori | 42’ (aut.) Raise |

| Mantova 6 settembre 1989 5ª giornata | Mantova | 1 – 0 | Ospitaletto | Stadio Danilo Martelli |

| Palazzolo sull'Oglio 10 settembre 1989 6ª giornata | Palazzolo | 0 – 0 | Mantova | Stadio Comunale |

#### Sedicesimi di finale
| Mantova 23 novembre 1989 Andata | Mantova | 2 – 3 | Chievo | Stadio Danilo Martelli |

| Verona 13 dicembre 1989 Ritorno              | Chievo               | 1 – 2 (d.t.s.) | Mantova | Stadio Marcantonio Bentegodi |
| \| \| \| \| \| \| Tiri di rigore 5 – 5 \| \| |                      |                |         |                              |
|                                              |                      |                |         |                              |
|                                              | Tiri di rigore 5 – 5 |                |         |                              |